# 822

سنة 822 كانت سنة بسيطة تبدأ يوم الأربعاء حسب التقويم اليولياني.

## أحداث
- عبد الرحمن الثاني يتولى مقاليد الحكم في الأندلس.

## مواليد
- أبو الفضل جعفر المتوكل على الله خليفة عباسي
- جعفر بن محمد الفريابي